# 香港歴史博物館
香港歴史博物館（ほんこんれきしはくぶつかん、英語: Hong Kong Museum of History）は、香港の歴史的・文化的遺産を保存する博物館。九龍・尖沙咀漆咸道南100号に位置し、現在は康楽及文化事務署（略称：康文署）が管理している。
香港歴史博物館は香港市民および観光客に香港の歴史を紹介しており、主に自然史、考古学、民族史、地方史に関する資料を収蔵している。香港および華南一帯の考古学的発見、貴重な文物や資料を展示するほか、自然の生態系や、民間風俗、歴史についても幅広く展示する内容となっており、来館者は香港四億年の生態環境と歴史の展開を知ることができる。博物館の総床面積は18,500平米、うち常設展は7,000平米で、香港掌故といった企画展示もしばしば開催されている。
館内の常設展示「香港故事（香港ストーリー）」は、2020年10月19日から大規模な更新工事のため一時的に閉鎖され、2024年末の再開が予定された。新しい常設展示が公開される前に、特別展示室には「経典再現－香港故事精華展」が設置され、元の常設展示の要約版が展示されており、来館者は先史時代から1997年の返還に至るまでの香港の発展過程を振り返ることができる。ダイジェスト展は2023年11月1日に終了し、2024年11月27日には常設展更新の第一段階として、企画展「香港多面体」展示シリーズが一般に公開された。

## 歴史
香港歴史博物館の前身は、市政局が1962年に開設した香港博物美術館（City Museum and Art Gallery）であり、当時は中環の香港大会堂にあった。1975年7月、博物美術館は香港芸術館と香港博物館に分割された。香港博物館は初期には尖沙咀の星光行を借りて運営されていたが、1983年には九龍公園の臨時館へ移転した（現在の香港文物探知館）。

博物館の拡充に伴い、臨時館では用地が不足したため、新館建設が求められるようになった。1995年、香港政庁は尖沙咀漆咸道南の香港科学館の隣地（当時は休憩公園であった）に常設館の建設を決定し、「科学及歴史博物館規劃大綱（Master Plan for the Museums of Science and History）」の一部として建設が行われた。建築には3億9千万香港ドルが費やされ、パルマー＆ターナーが建築署の委託を受けて設計、建築師E. Verner Johnsonのコンセプトを採用して宏宗建築有限公司が建設にあたった。1998年4月1日より、香港博物館は香港歷史博物館と改名された上で、同年7月、香港科学館隣地の現在地へ移転した。設計上、外観や色調は意図的に科学館と調和されており、同年9月28日に開館した。しかし、館内の「香港故事」はまだ建設中であり、最終的には2001年8月に、6年間の準備を経て「香港故事」常設展が正式に開放され、市民が見学できるようになった。

## 常設展

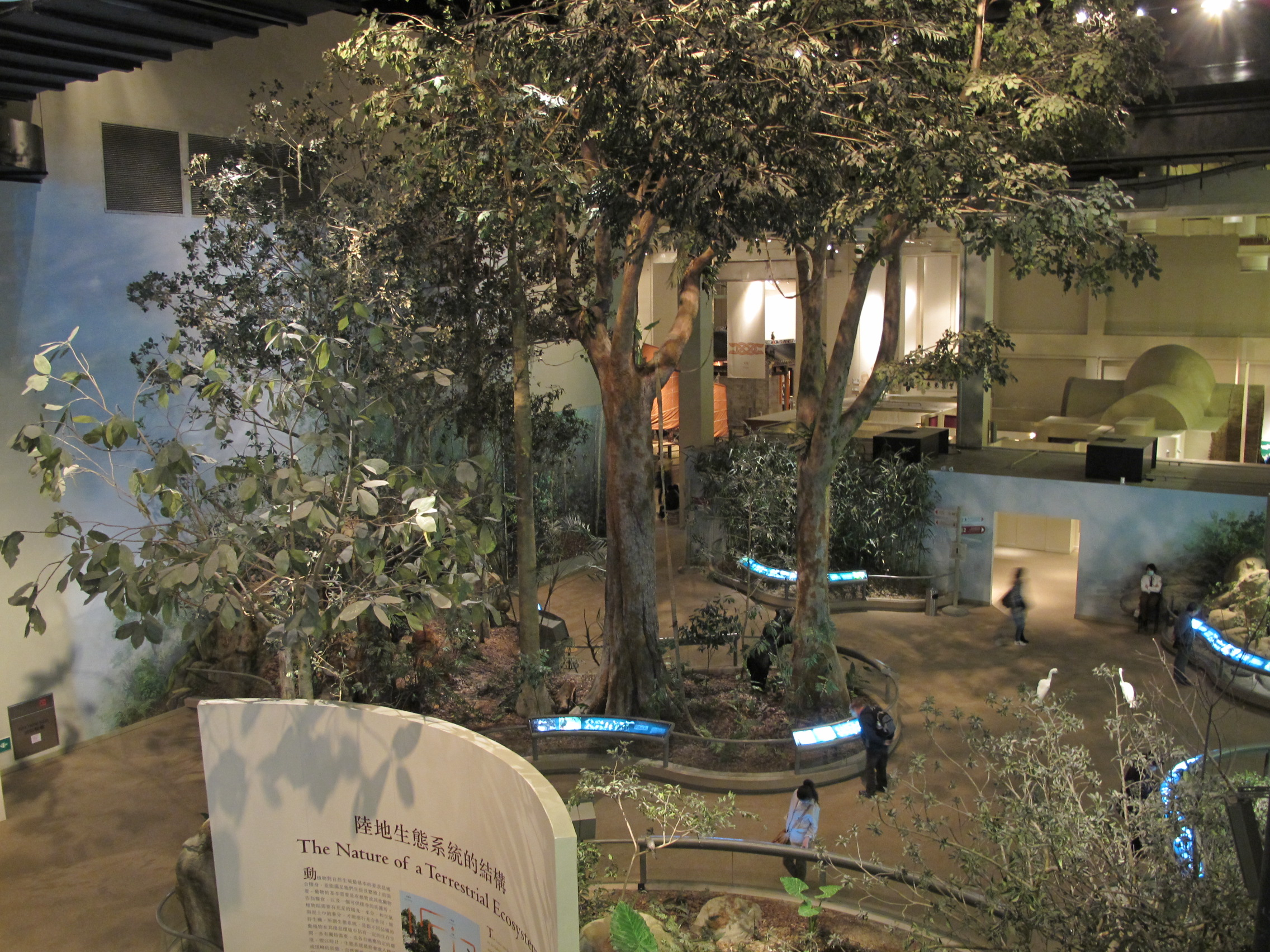
常設展「香港故事」

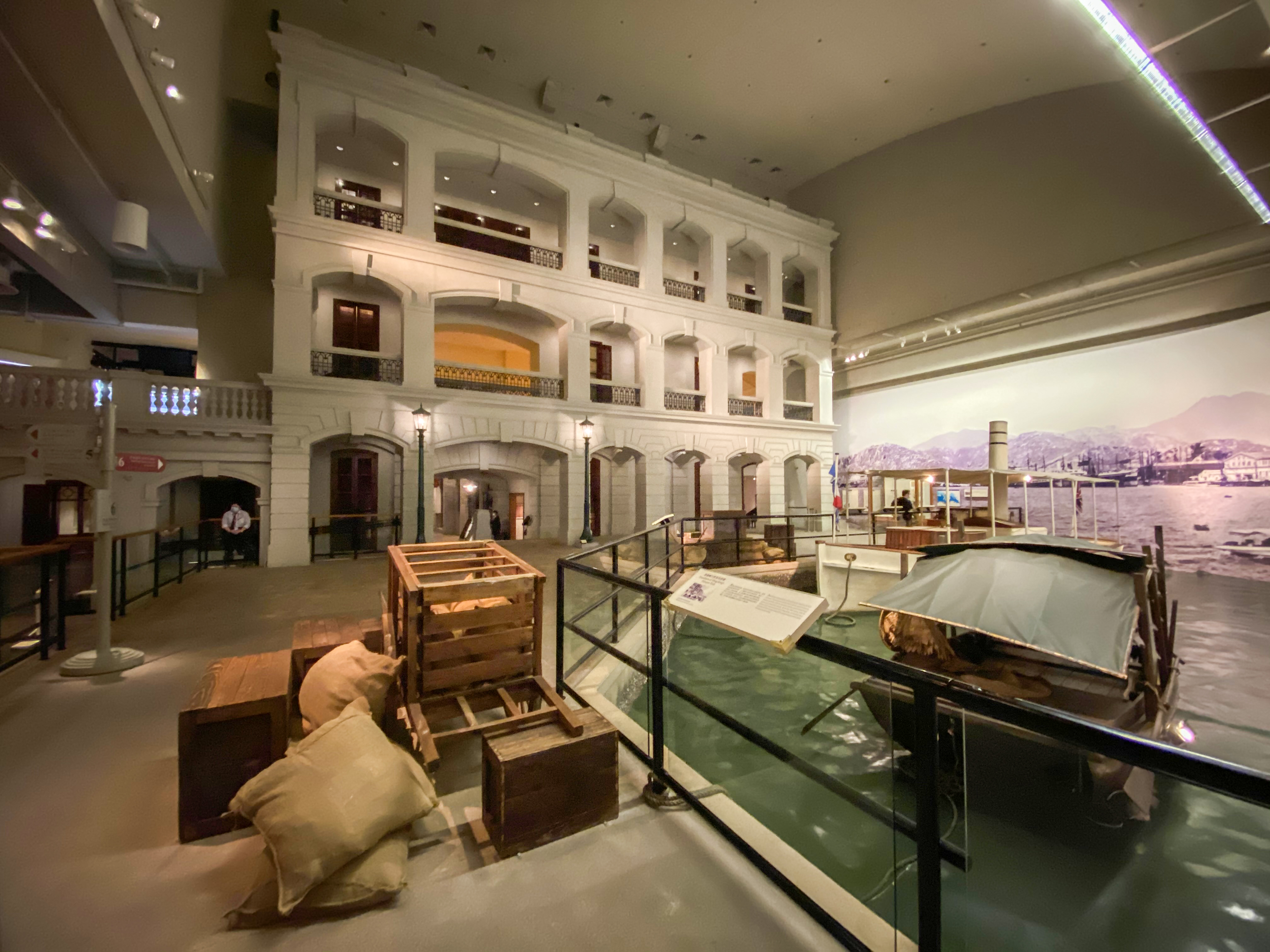
第6展区。開港初期の中環の風景が再現されていた

### 香港故事
「香港故事（香港ストーリー）」常設展は、博物館が長年にわたり努力して収集、保存、研究してきた成果を集約した展示であり、6年の準備と製作期間を経て、総費用は2億香港ドルに達した。この展示は2001年8月29日に当時の政務司司長曾蔭権の主催で開幕し、8月30日に正式に一般公開された。展示全体は7,000平米の面積を占め、8つの展示エリアが2階建ての展示ホールに分かれて配置されていた。4,000点以上の展示品、750枚の展示パネル、複数の立体的なセット、そしてマルチメディアシアターを通じて、音と光の特殊効果を駆使し、香港の自然環境、民間風俗、歴史的発展を生き生きと紹介している。「香港故事」は、4億年前のデボン紀から始まり、1997年の香港返還をもって終わる内容であり、趣味性と教育的価値を兼ね備えた展示が行われている。この常設展は、カナダの企業André & Associates Interpretation and Design Ltd.によって設計された。一部エリアは2010年末から更新が行われ、2020年6月時点までに入場者数はのべ1,160万人に達した。「香港故事」は、2020年10月19日から大規模な更新工事のため一時的に閉鎖され、期間中は「経典再現－香港故事精華展」としてダイジェスト版が展示された。2024年11月27日、常設展更新の第一段階として、企画展「香港多面体」展示シリーズが一般公開された。

### 国家安全展覧庁
2023年、政府は歴史博物館の2階にある特別展示ホールの一部を「国家安全展覧庁」として改装し、10ヶ月の準備を経て2024年8月6日に公開した。この展示ホールは、1100平米超の広さを誇り、6つのエリアに分かれている。展示内容は、香港の歴史と中華人民共和国建国の歴史、一国二制度、国家安全、総体国家安全観を短編映像で紹介するもので、入場者はセキュリティチェックを受ける必要がある。主な展示物には、2020年6月30日に施行された「港区国家安全法」制定を記念して天安門広場に掲げられた巨大な国旗、中国国家博物館から寄贈された『開国大典』の油絵複製、国家航天局から貸し出された月面土壌、全高6mの長征5号B型ロケット模型などがある。また展示エリアでは、2019年の反送中法案デモ時に香港警察が使用した装備や警告旗も展示され、2019年デモを香港版「カラー革命」と位置付け、香港が深淵に陥ったと説明し、反送中デモにより1人が死亡、629人の警官が負傷したことが示されている。

### 展示エリア毎のテーマ：（2000-2020年）
- 第1展区：自然生態環境
- 第2展区：史前時期的香港
- 第3展区：歷代発展：従漢至清朝
- 第4展区：香港的民俗
- 第5展区：鴉片戦争及香港的割讓
- 第6展区：香港開埠及早年發展
- 第7展区：日佔時期
- 第8展区：現代都市及香港回帰

一部の展示エリアには、広東語、普通話、英語のナレーションで展示内容を紹介する短編映像が上映されるシアターが設置されている：
- 第1展区映像資料：香港的自然命脈（8分）
- 第2展区映像資料：無し
- 第3展区映像資料：李鄭屋漢墓 （4分）
- 第4展区映像資料：吾土吾情（6分）
- 第5展区映像資料：従貿易到戦争（10分）
- 第6展区映像資料：香港——通往中国的大門（11分）、香江点滴（6分）
- 第7展区映像資料：三年零八個月（6分）
- 第8展区映像資料：戲如人生——六、七十年代香港消閑娯楽（8分）、天然災害（6分）、1841至1997年中港関係回顧（10分）

### リニューアル後のテーマ：（2024年7月至今）
- 新第1展区：歴史長河（立体音響映像、5分）、「国安小衛士」（アニメーション、3分）、「国安家好」（3D映像、10分）
- 新第2展区：「香港多面体」展覧系列（「油尖旺．望油尖 — 都市流光坊眾情」、「香江葡跡 — 香港葡人故事」、「萍寄金山 — 香港與加州華僑生活」[16]）

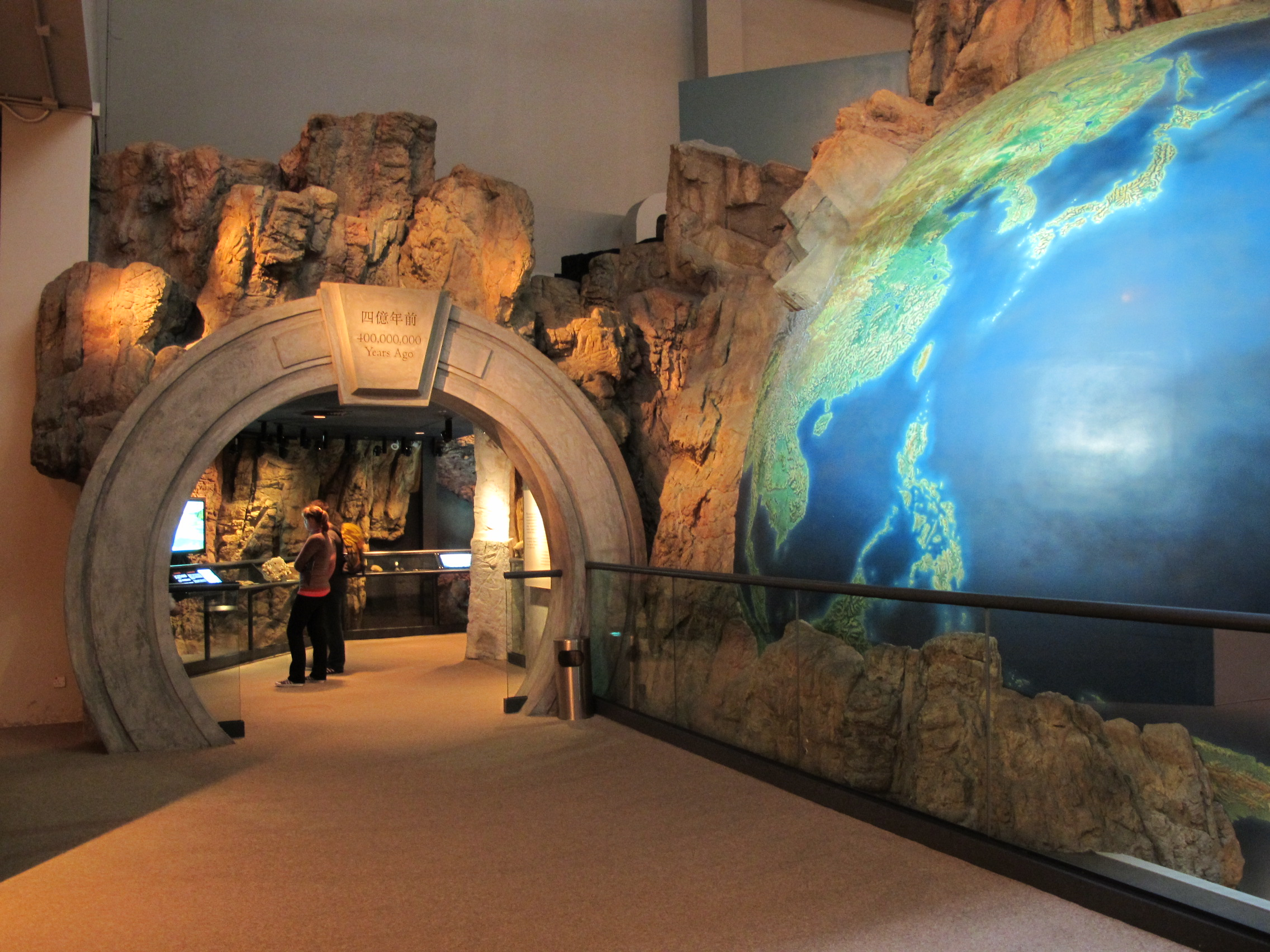
第1展區：自然生態環境
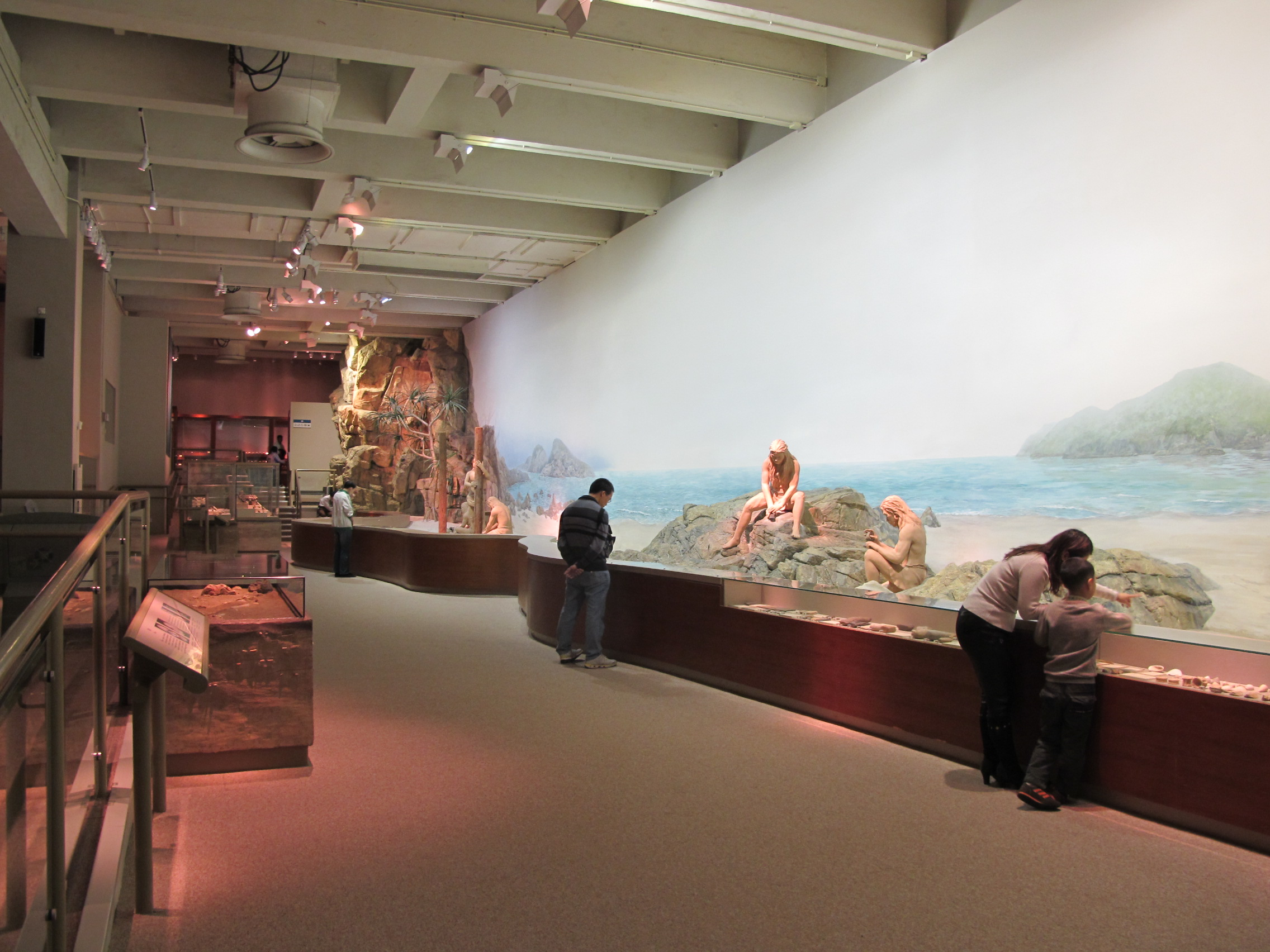
第2展區：史前時期的香港
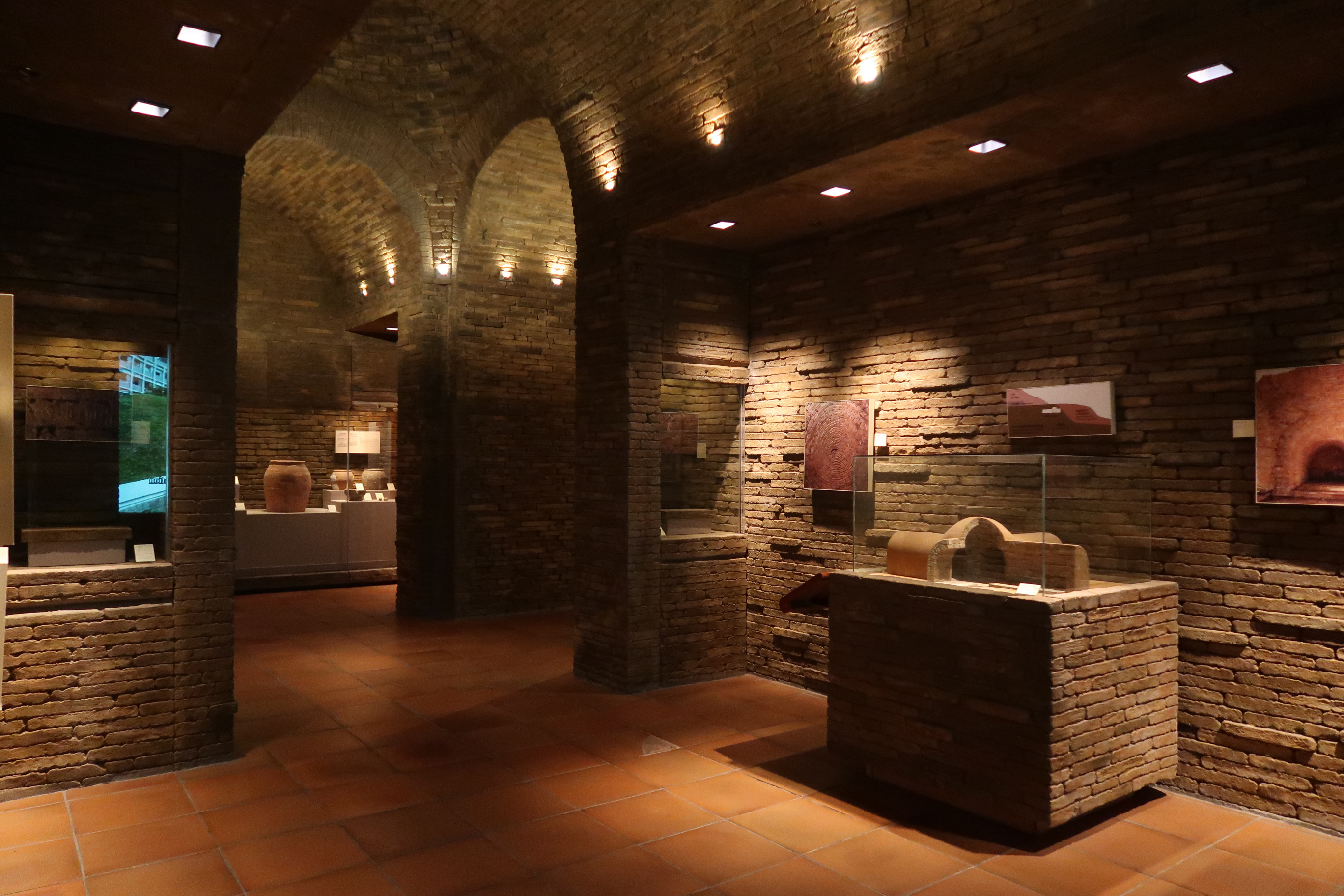
第3展區：歷代發展：從漢至清朝
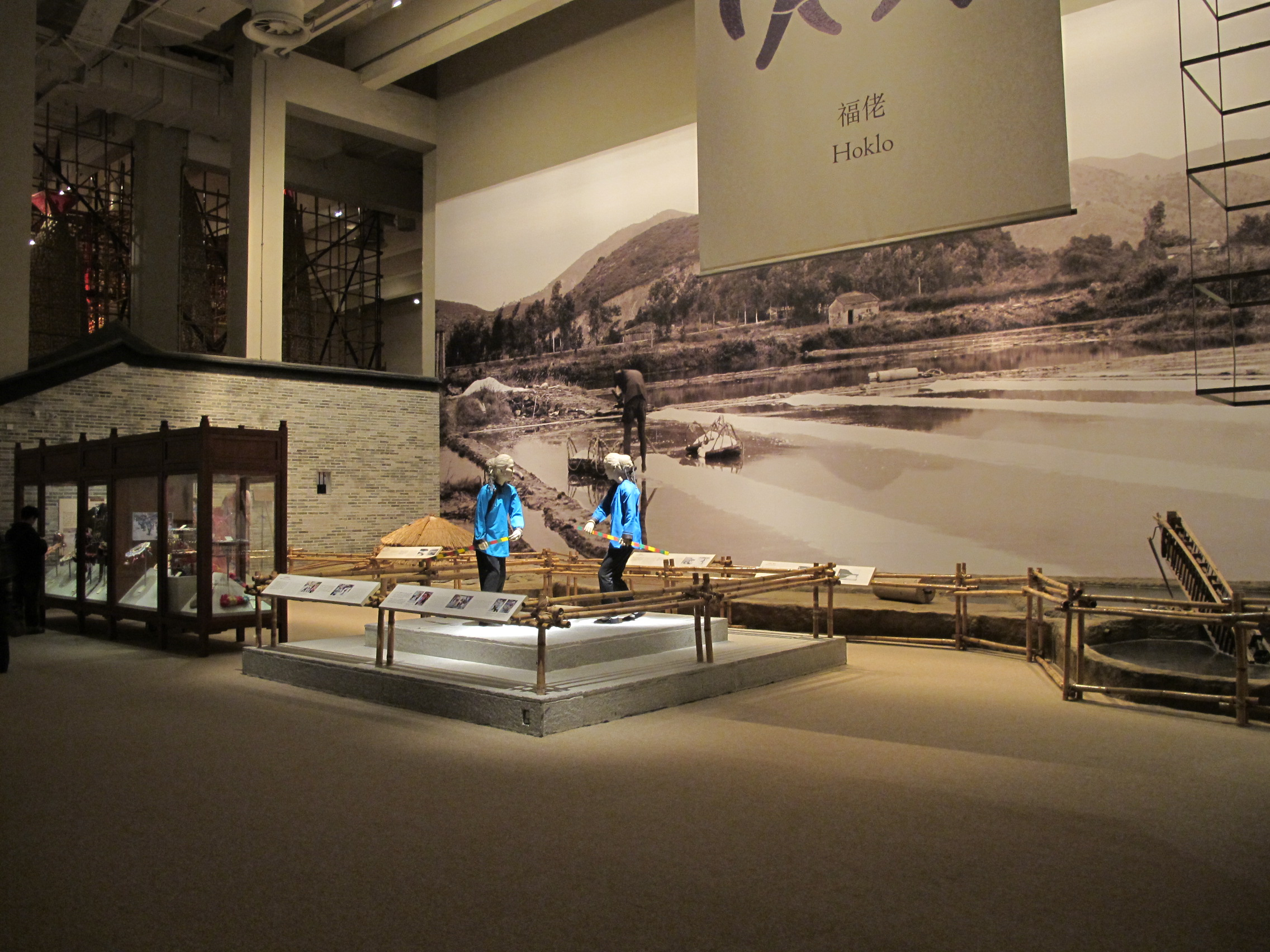
第4展區：香港的民俗
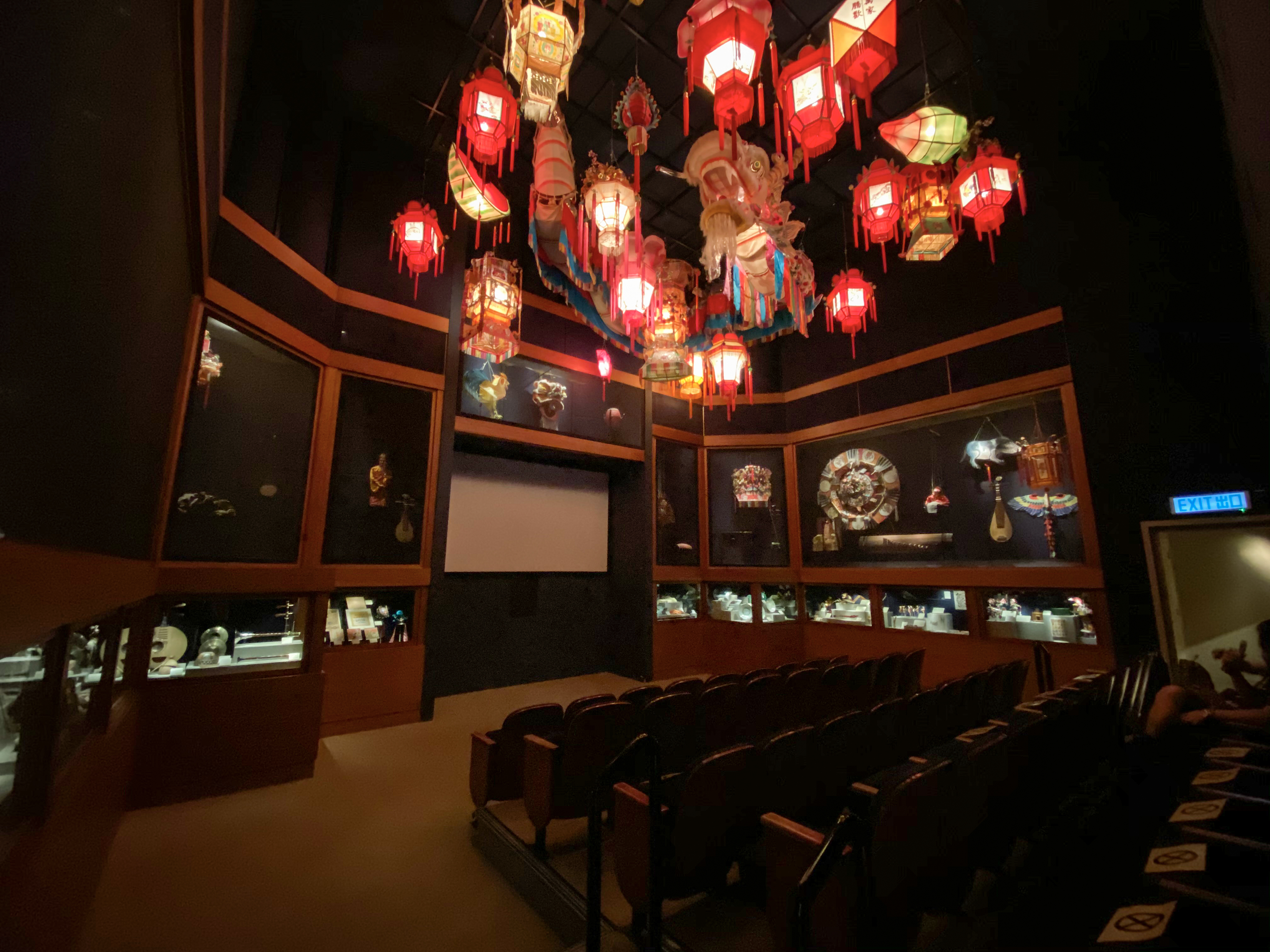
第4展區影廳內的中國傳統燈籠
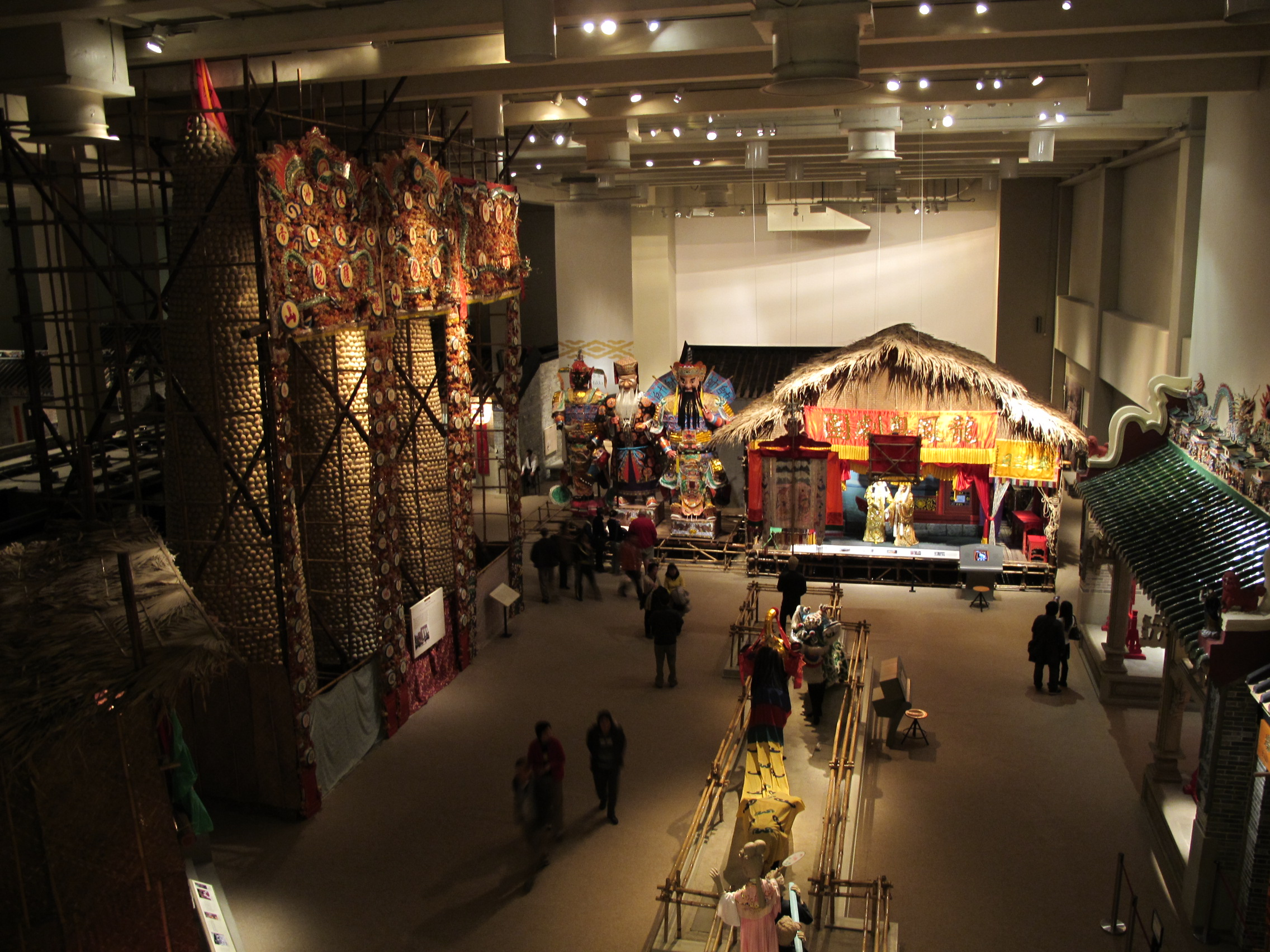
第4展區：香港的民俗仿照長洲太平清醮蓋搭場景
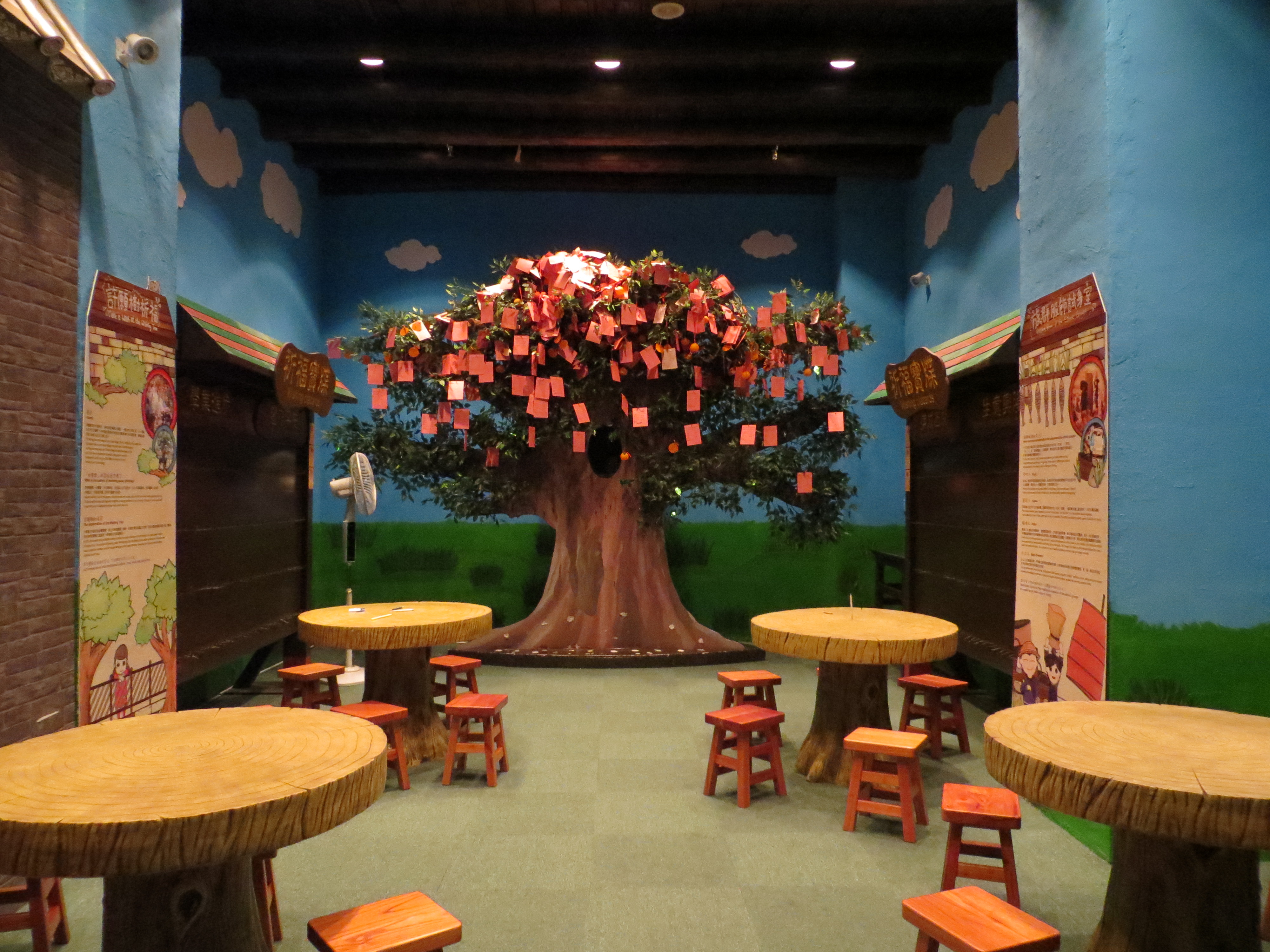
第4展區活動室
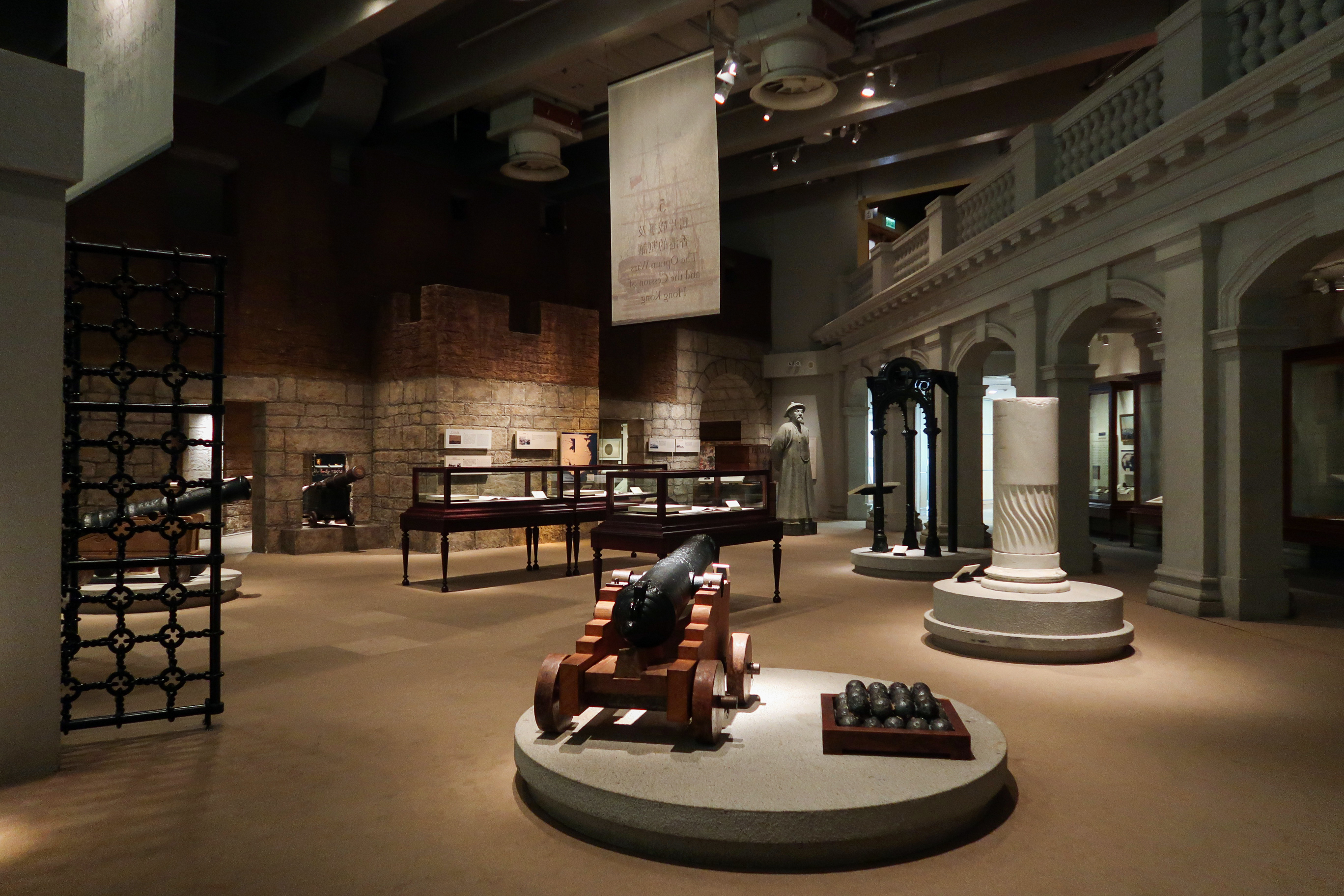
第5展區：鴉片戰爭及香港的割讓
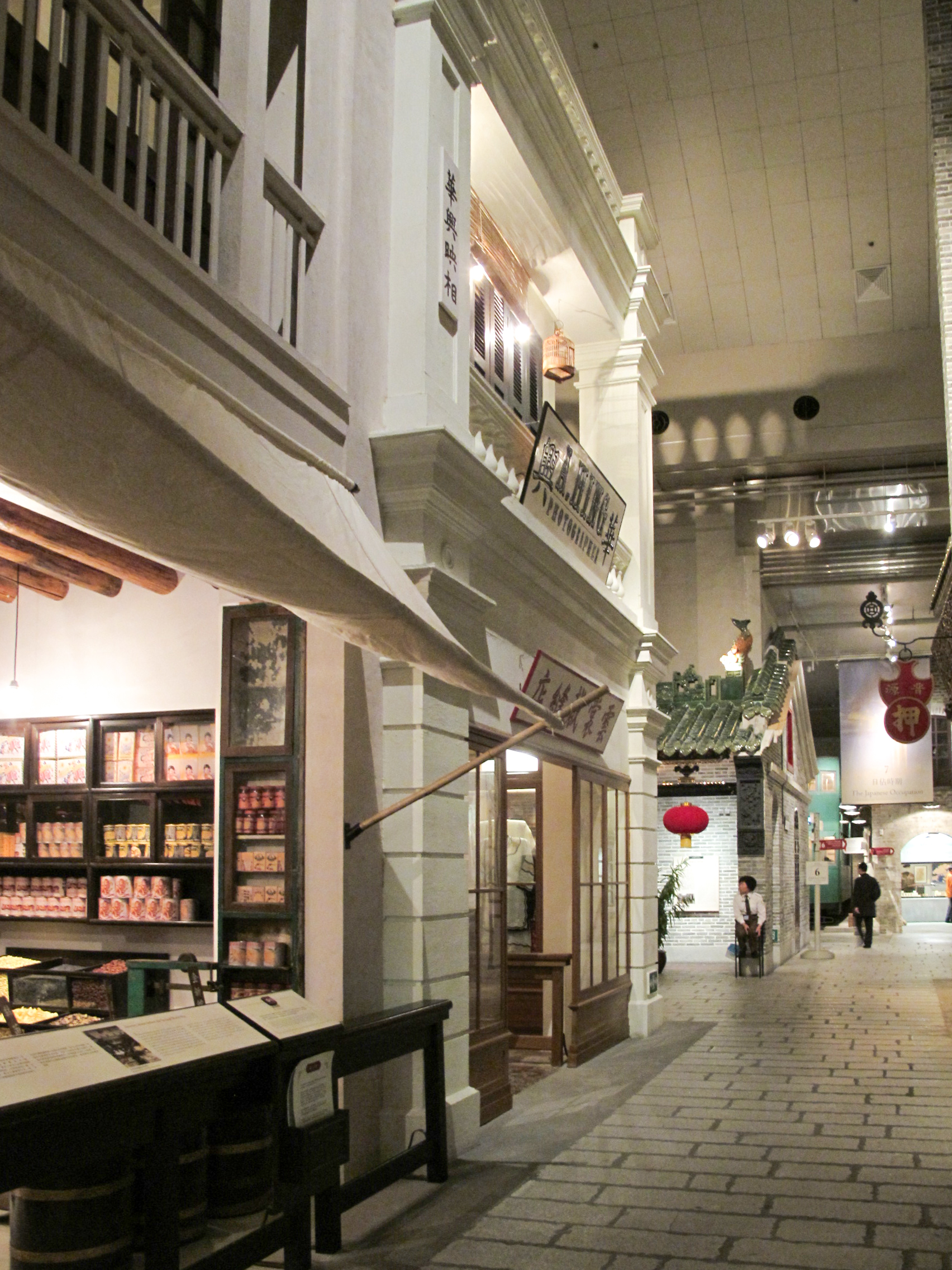
第6展區：香港開埠及早年發展
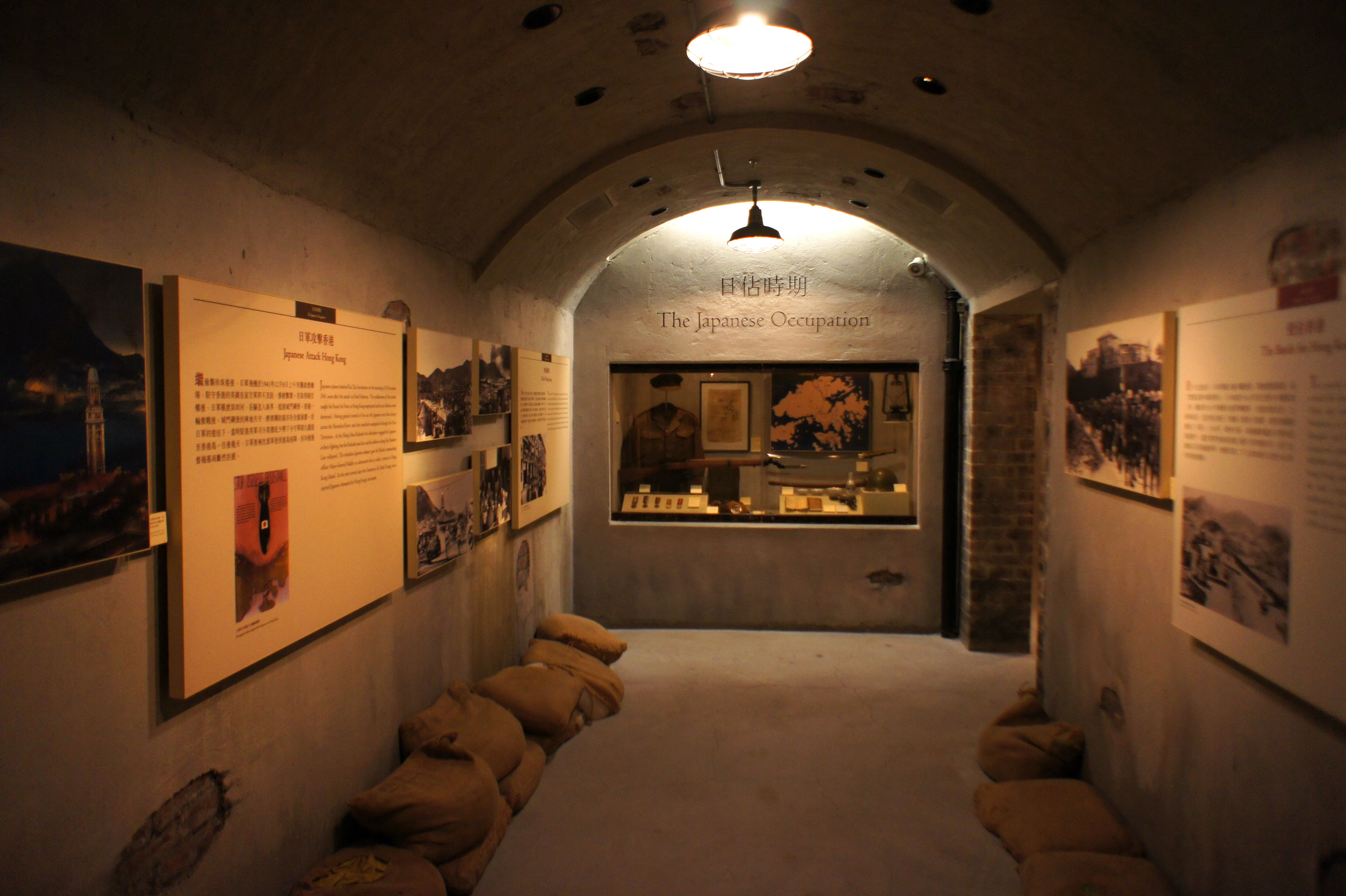
第7展區「日佔時期」
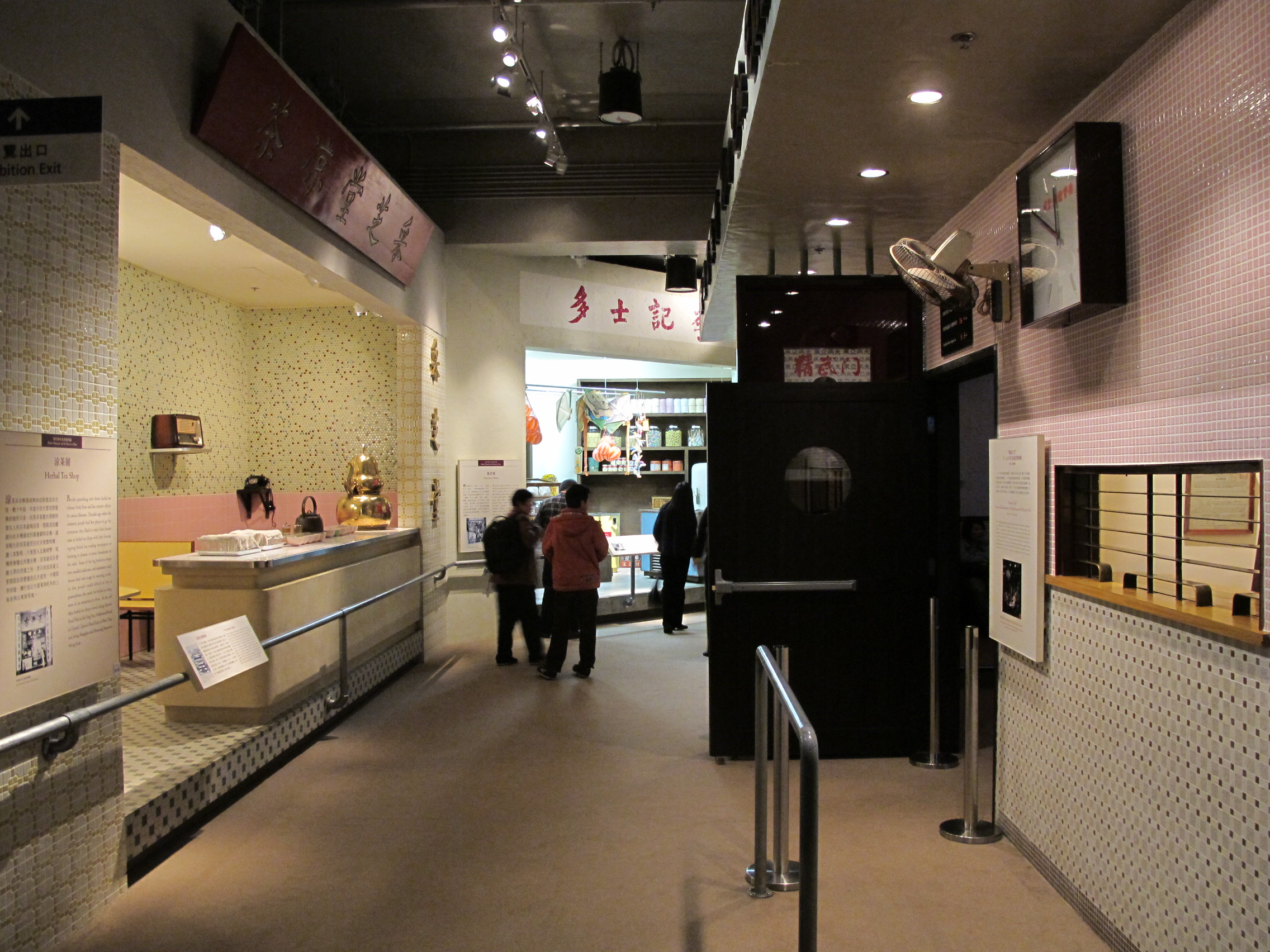
第8展區現代都市及香港回歸，可看仿1960年代的涼茶舖、士多、理髮檔及電影院
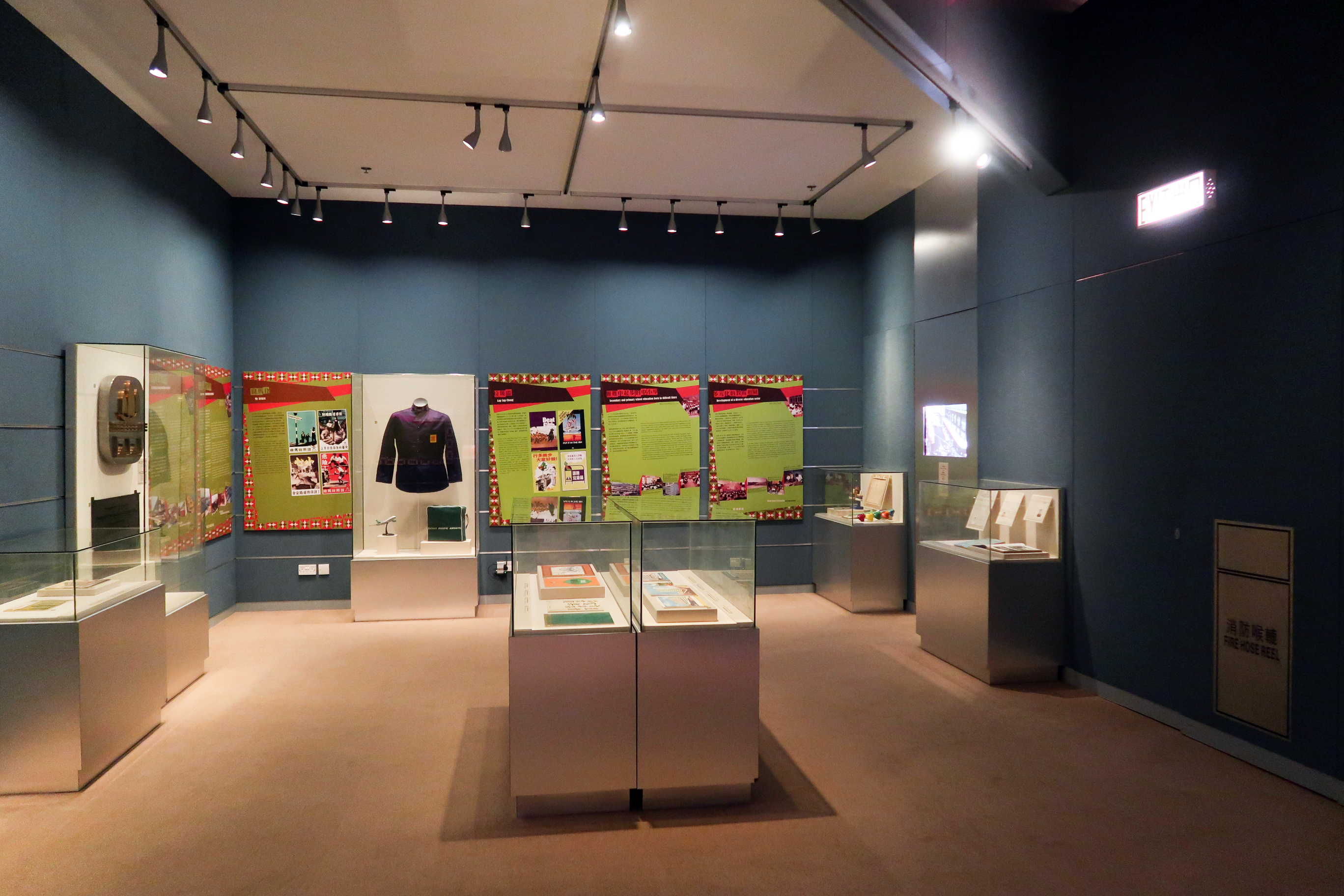
第8展區於2011年新設的展覽「轉變中的社會與民生」
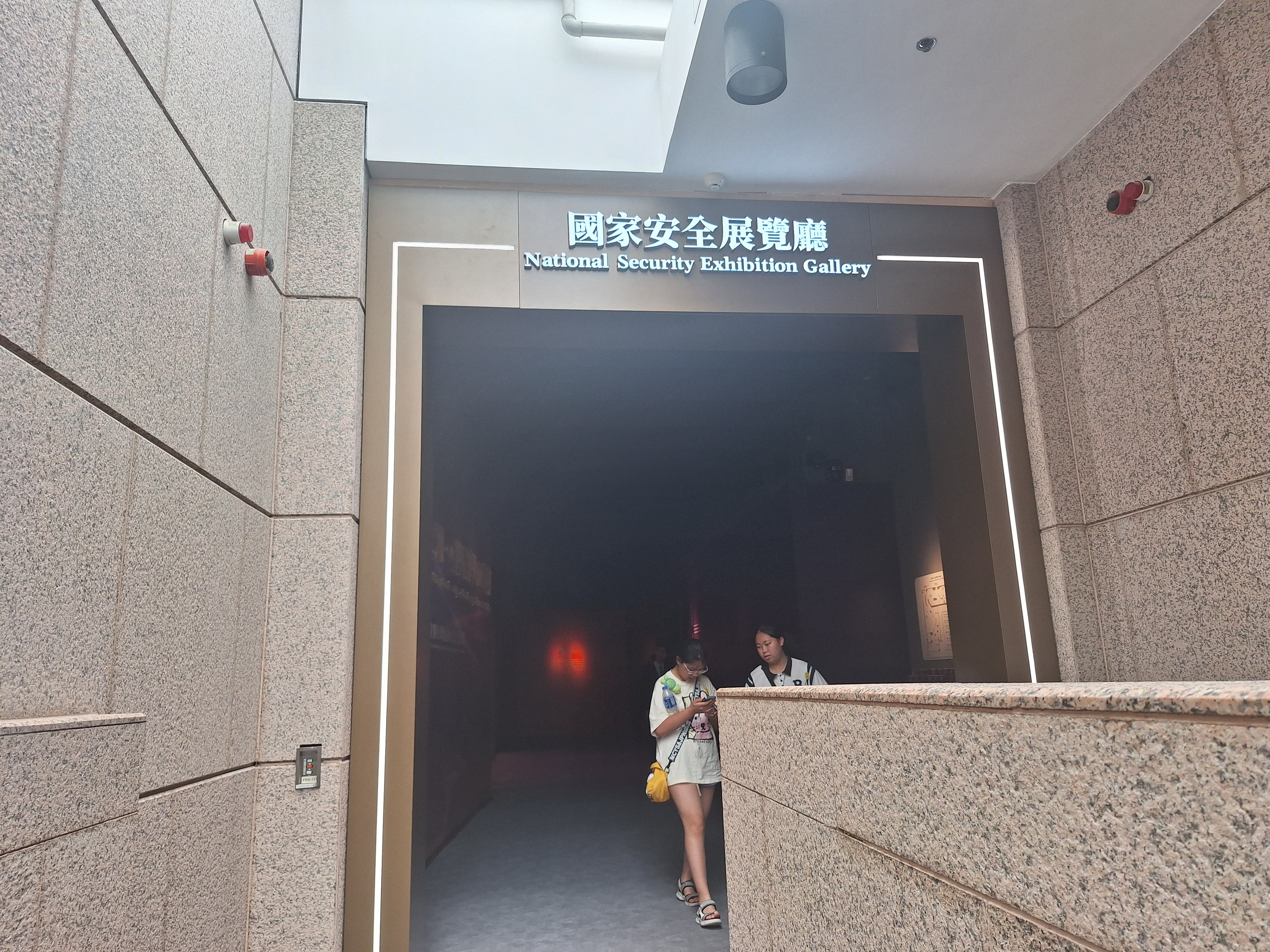
新版第1展區「國家安全展覽廳」
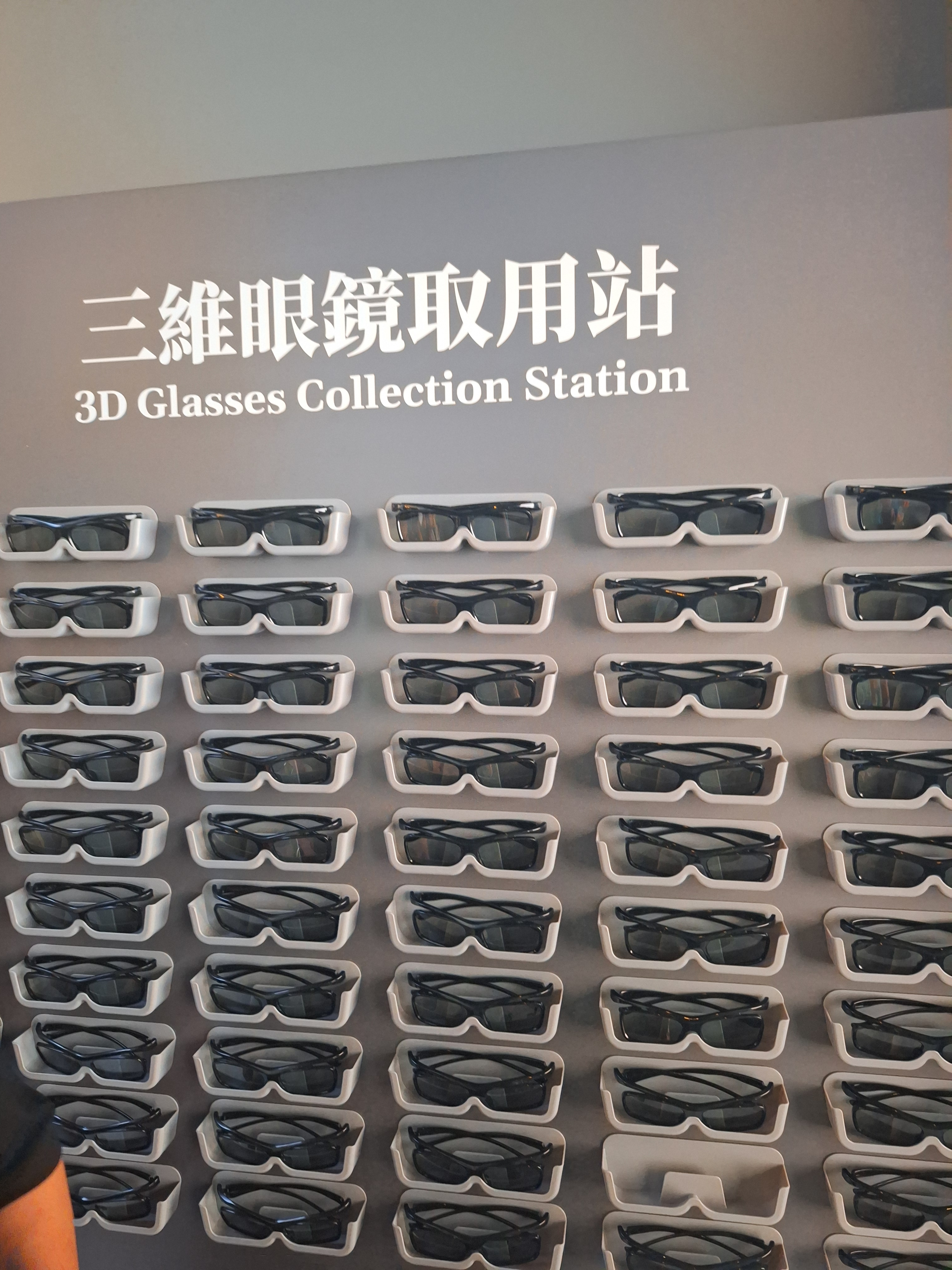
「國安家好」3D眼鏡領取處

## 「香港故事」展の閉鎖とリニューアル

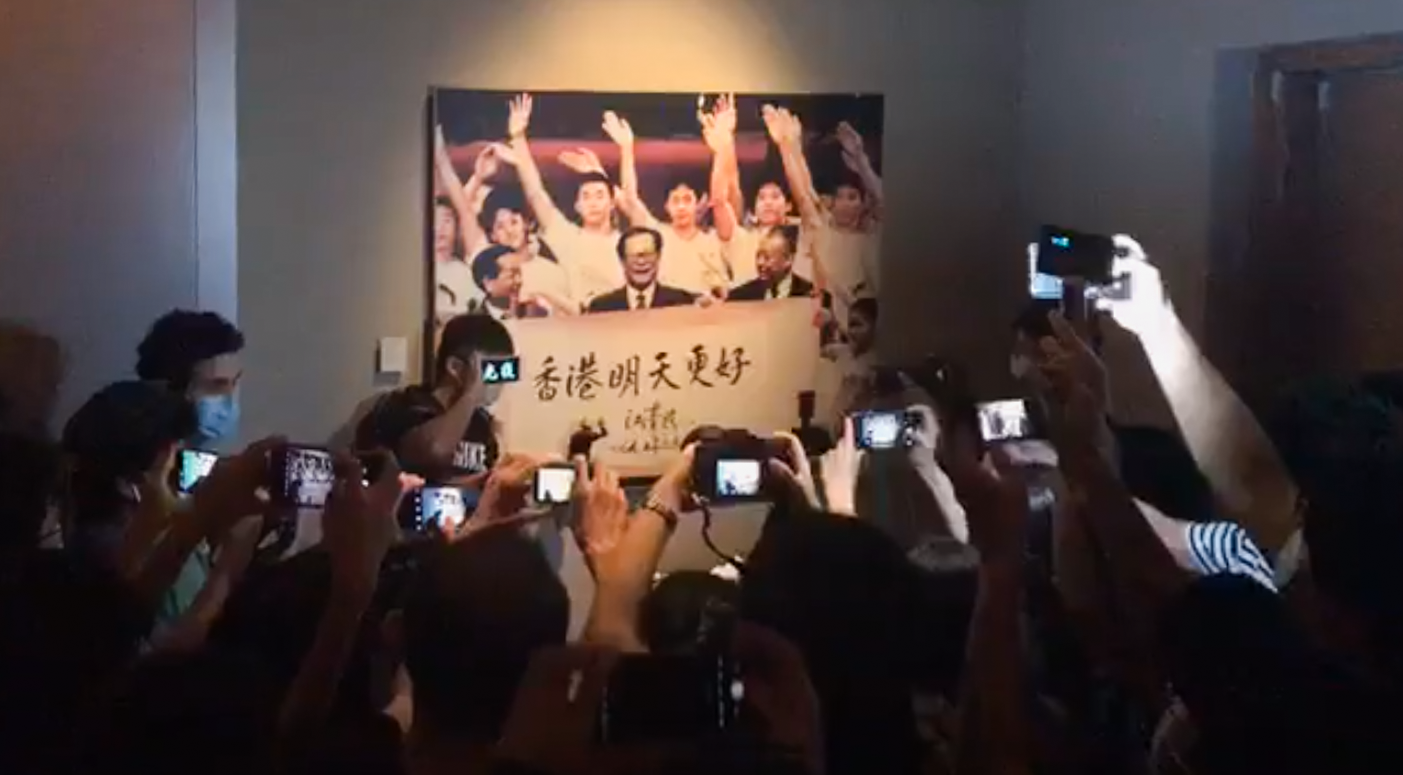
2020年10月18日の閉館前夜、市民は第8展示区内で「光復香港、時代革命」のスローガンを叫び、他の市民も応じた。同時に、中央総書記江沢民と初代特首董建華が「香港明天更好」という写真を持っている前で、スマートフォンを使って「光復」の文字を表示させて写真を撮る場面もあった

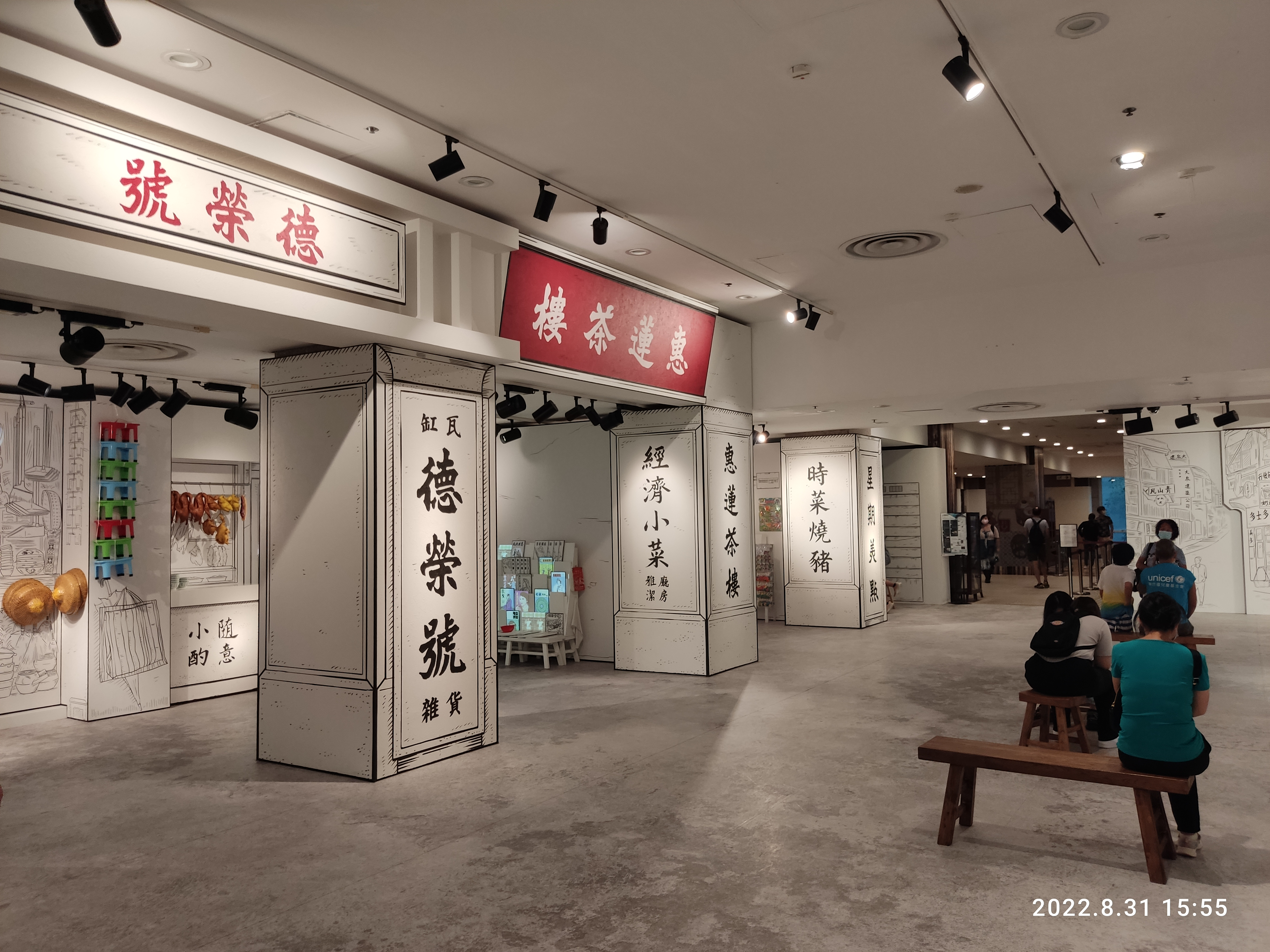
2021年4月に設置された「経典再現 ── 香港故事精華展」では、実物の代わりに大量の白いイラスト背景を使用したことで、一部市民から批判を受けた

2015年、館側は「香港故事」常設展示の更新計画に関して、博物館の専門家顧問、ガイド、教育界、若者、関連学術団体などさまざまな利害関係者から意見を聞き始めた。2020年4月、康文署は開館から約19年経過した「香港故事」常設展が同年8月末に閉鎖され、2年間の更新作業が開始されることを発表した。更新費用は4.66億香港ドルにのぼり、最速で2022年に再開される予定であった。しかし、その後新型コロナウイルスの影響により、7月中に一時的に閉館し、9月14日に再開された。市民に最後の機会を提供するため、博物館は「香港故事」展の閉鎖を同年10月19日まで延期した。閉館前には、多くの市民が訪れ、一部は政府が「更新作業」を口実に、イギリス統治時代について展示が大幅に削減することを懸念していた。例えば、香港保衛戦についての内容を薄め、六七暴動について言及せず、さらには歴史を歪曲して、イギリス統治下での香港経済の発展を貶め、博物館が中国共産党の思想教育の場になり果てて、香港の未来は共産党指導下でのみ繁栄できると宣伝するのではないかという懸念があった。そのため、入場者は撮影をして、後に比較できるように準備をしていた。歴代の香港総督の写真や総督旗の展示は、市民がよく訪れるスポットとなっていた。市民の中には、今後香港の真実を知るには海外に行かなければならないのではないかと心配する声もあった。10月18日、閉館前の最後の開放日には、午後に数百人が博物館前に並び、最終的に9,800人以上が入館した。午後7時の閉館前には、第8展示区で「光復香港、時代革命」のスローガンが叫ばれ、多くの市民が応じた。また、江沢民中国共産党総書記と董建華初代香港特別行政区行政長官が「香港明天更好」と書かれた紙を持つ写真の前で、「五一（五大訴求、缺一不可）」のジェスチャーをし、スマートフォンに「光復」と表示して写真を撮る場面も見られた。
歴史著作家の余震宇は、香港の海岸線の変遷に関する内容を展示について博物館側から依頼を受けたことを明かしたが、その際に「中港境界融合」の歴史研究や、まだ計画段階にある香港空港第3滑走路計画、新界北の古洞および洪水橋の新開発区などの発展計画についても研究を求められたことに驚き、香港史の回顧という趣旨には合わないと感じて、招待を辞退したと述べている。康文署は展示内容の増減や基準についてはコメントを避けたが、新しい展示は「香港の歴史沿革」と「特別展示エリア」の二つの主要エリアに分かれていることを明らかにした。前者では香港の先史時代から21世紀の都市発展を概観し、1997年以降に起きた出来事、例えば2003年のSARSの対策や2014年の雨傘運動などを加えるが、2019年の反修例運動については最近すぎるため含めない。また、館内の文字説明を極力減らすことで、論争を避けるようにするという方針であった。後者の特別展示エリアでは、香港の多様な歴史的側面（多文化、多民族、コミュニティ視点、華僑と香港）をテーマにした四つの展示が行われ、定期的に更新される予定であるとした。また、新しい常設展では「自然史」の箇所を削除した上で展示を一階に縮小する計画もあり、二階は特別展示エリアに割り当てられることとなった。
康文署は同時に、展示更新のために大規模な構造改修が行われることを明らかにした。計画が順調に進めば、工程には約2年半の時間が必要になる見込みである。
新しい常設展示が始まる前に、博物館は展示室とロビーのスペースを利用してダイジェスト展「経典再現 —— 香港故事精華展」を開催し、約460点の選りすぐりの展示物と約210枚の写真を展示した。展示物は、実物の代わりに大量の白いイラスト背景を使用したため、参観者の一部からは、臨場感が失われたという批判があった。しかし、康文署はこの手法を「活き活きとして斬新である（活潑新穎）」と評価し、展示品の色彩や装飾の模様が際立ち、色あせた歴史を甦らせる効果が強められていると述べた。この展示は2023年11月1日に終了した。

## 企画展
博物館では「五味紛陳—半世紀的中国生活記憶 」など、不定期に特別展を開催している。特別展に関する情報は、香港歷史博物館-專題展覽を参照。

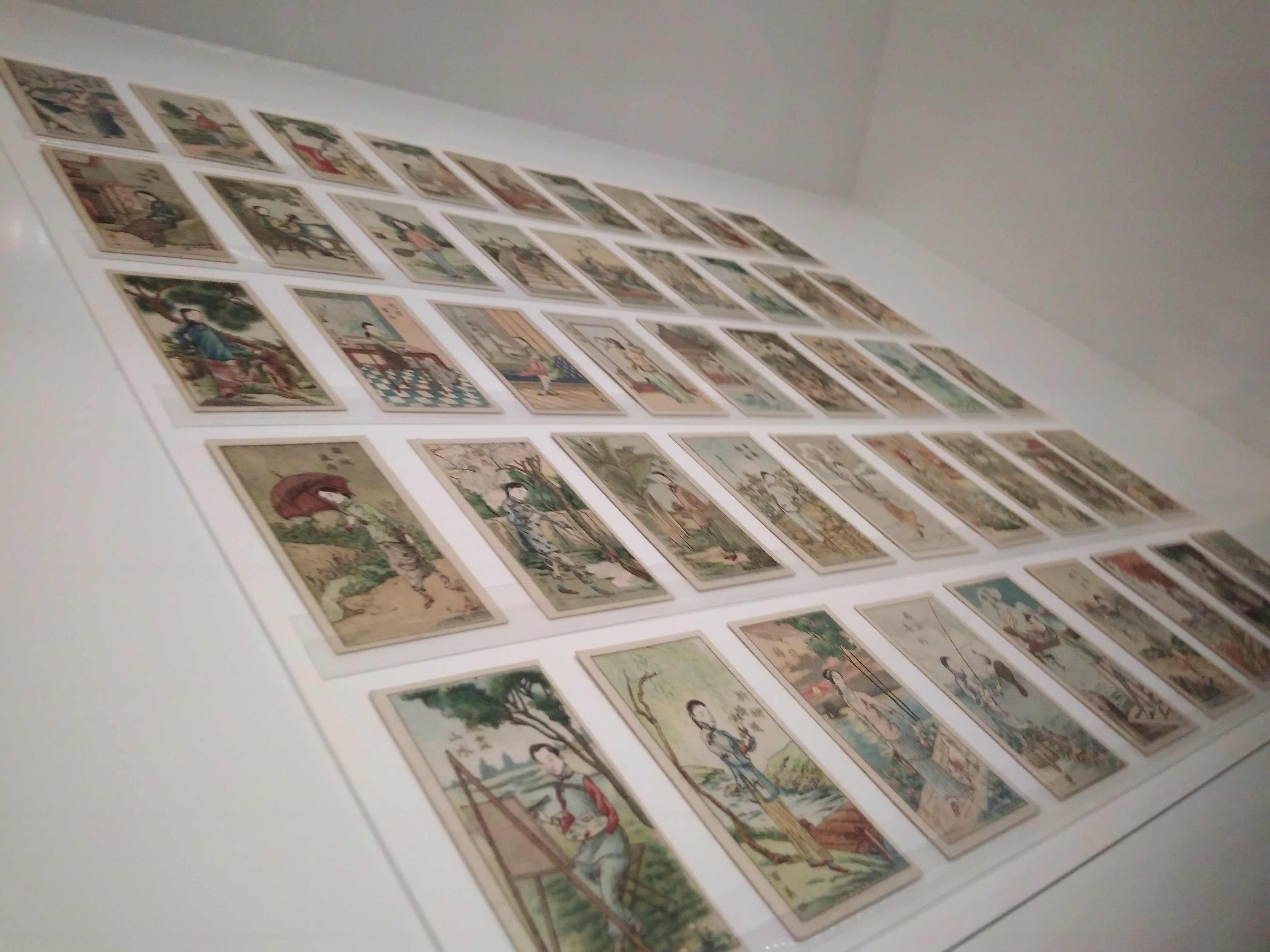
公仔紙
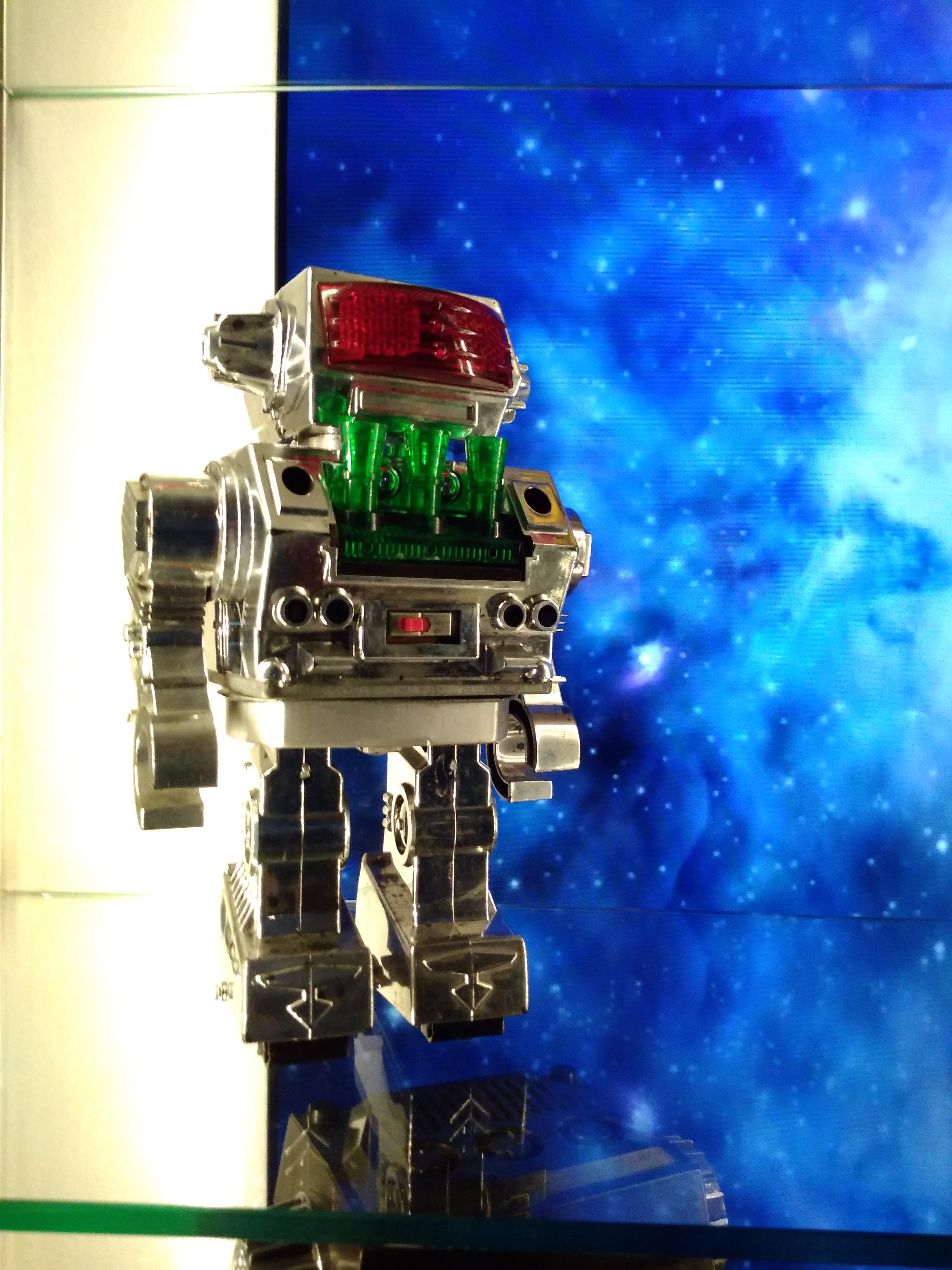
机器人
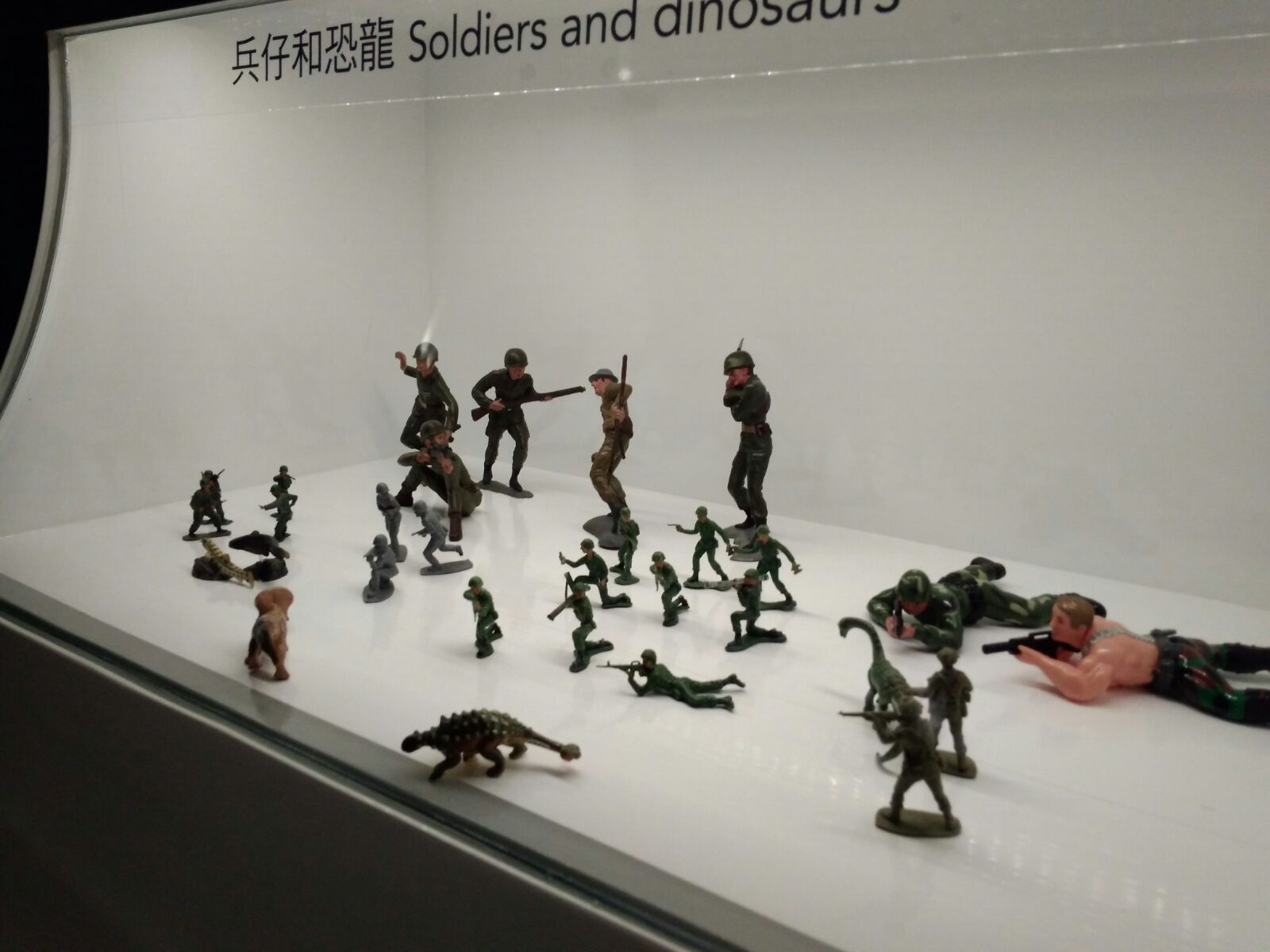
玩具士兵
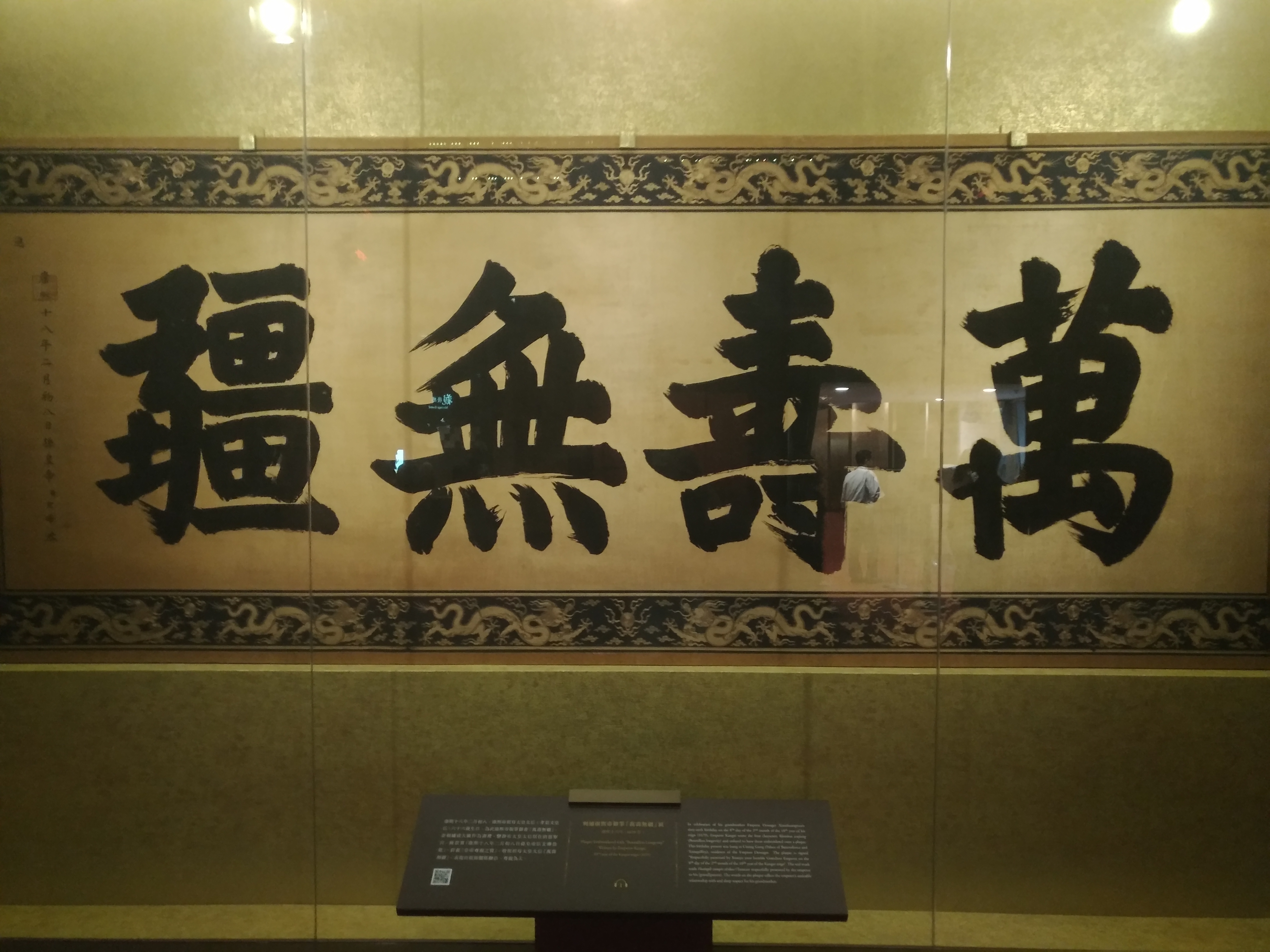
康熙帝御筆を刺繍して作られた誕生祝いである「万寿無疆」の大額

| 開催日期                         | 展示名                         | 企画制作者 | テーマ、特徴 | 備考 |
| 2012年 7月25日至 11月            | 一統天下：秦始皇帝的永恆國度   | 香港歴史博物館、陝西省文物交流中心主催                                                                               | 120件の文物を展示。うち4割は国家一級文物 | 香港返還15周年記念。康樂及文化事務署署長馮程淑儀は、この企画展には約3,300万香港ドルを費やし，香港歴史博物館成立以来最大規模の企画展となったと語った |
| 2013年 1月30日至 5月13日         | 美索不達米亞古文明展           | 大英博物館、香港歴史博物館共同開催                                                                                   | | |
| 2013年 7月10日至 9月2日          | 香港天文台─有緣相聚百三載      | 康楽及文化事務署、香港天文台共同開催                                                                                 | | |
| 2013年 7月31日至 10月7日         | 國采朝章─清代宮廷服飾          | 康楽及文化事務署および故宮博物院の共同開催、香港歴史博物館および故宮博物院共同企画、香港賽馬会慈善信託基金の単独協賛 | 清代の皇帝や皇后が着用していた衣装を間近で鑑賞できるだけでなく、清代の宮廷衣装制度についても包括的に理解することができた | |
| 2013年 9月25日至 11月11日        | 伴你同行：香港巴士故事         | 康楽及文化事務署および九龍巴士（1933）有限公司の共同開催                                                             | | 九龍巴士（1933）有限公司成立80周年および家是香港運動を記念                                                                                          |
| 2013年 10月30日至 12月9日        | 道遠山青─香港精神科歷史與發展  | 青山医院精神健康学院および香港歴史博物館共同開催                                                                     | 香港の精神科サービスの歴史と青山病院の発展を紹介 | |
| 2013年 12月18日至 2014年 4月21日 | 影藏歲月─香港舊照片展          | 夢周文教基金会および香港歴史博物館共同開催                                                                           | 戦前の香港の姿を紹介 | |
| 2014年 1月29日至 3月3日          | 百年時尚：香港長衫故事         | 香港歴史博物館企画                                                                                                   | | |
| 2014年 4月9日至 6月9日           | 甲午戰後：租借新界及威海衛     | 康楽及文化事務署主催、スコットランド国立図書館協力                                                                   | | |
| 2014年 6月11日至 9月1日          | 嶺南印記：粵港澳考古成果展     | 香港特別行政区政府民政事務局、広東省文化庁、澳門特別行政区政府文化局共同開催                                         | | |
| 2014年 6月26日至 2014年 10月6日  | 滋味香江                       | | 香港本土の飲食文化展。香港のさまざまな飲食空間の歴史を紹介し、香港の飲食文化の特徴を紹介 | |
| 2014年 7月16日至 9月15日         | 甌駱漢風：廣西古代陶製明器     | 広西チワン族自治区文化庁、広西チワン族自治区文物局、康楽及文化事務署共同開催                                         | 西漢から南朝にかけての陶製明器76件/セットを展示 | |
| 2014年 10月29日至 2015年 3月16日 | 皇村瑰寶：俄羅斯宮廷文物展     | ツァールスコエ・セロー、香港歴史博物館共同開催                                                                       | 展示された200件の異なる時代の君主の文物には、1856年にツァーリとなったアレクサンドル2世の戴冠式のために製作された皇室馬車も含まれており、これらは海外で初めて公開された | |
| 2015年 6月24日至 2015年 10月5日  | 漢武盛世：帝國的鞏固和對外交流 | 中国文物交流中心、香港歴史博物館共同開催                                                                             | 中国の40の博物館から借りた162点の文物を展示し、漢代の歴史、芸術、文化の発展を紹介 | 歴代最大規模の漢代文物展 |
| 2015年 12月16日至 2016年 4月11日 | 日昇月騰：從敏求精舍藏品看明代 | 敏求精舍、香港歴史博物館共同開催                                                                                     | 約300件（組）の敏求精舍会員が惜しみなく貸し出した個人コレクションの貴重な文物を展示し、新しい視点と多様な角度から明代の歴史と文化を探索 | |
| 2016年 6月8日至 2016年 8月29日   | 海上雄師──羅馬海軍及龐貝古城   | Contemporanea Progetti Expona、香港歴史博物館共同開催                                                                | イタリアのローマ、ナポリ、ポンペイなど約10の博物館や文化財保護機関から貸し出された約110点（セット）の貴重な展示品を紹介。古代ローマの航海技術の発展について学び、またヴェスヴィオ火山の噴火の力とその災害の結末を体験 | |
| 2016年 11月12日至 12月5日        | 趣看孫中山及其時代             | 香港歴史博物館 | 青少年対象。興味深い画像、ビデオ、そしてマルチメディアプログラムを使用 | 孫中山先生生誕150周年記念 |
| 2016年 12月14日至 2017年 1月9日  | 港英航情：回顧兩地航空發展史   | 香港歴史博物館、明愛(倫敦)學院、British Airways Heritage Collection共同開催                                          | | |
| 2017年 3月2日至 5月15日          | 香港玩具傳奇展覽               | 香港歴史博物館、香港玩具協会、香港玩具廠商会共同開催                                                                 | 2,600点以上の香港人に親しまれている、または香港製造の玩具を通じて、異なる玩具の近100年の変遷を探る | |
| 2017年 7月2日至 10月9日          | 萬壽載德──清宮帝后誕辰慶典     | 康楽及文化事務署、故宮博物院共同開催                                                                                 | 故宮博物院のコレクション210点を通じて、康熙帝、乾隆帝の母親である崇慶皇太后、乾隆帝、嘉慶帝、慈禧太后の万寿を祝うための貴重な文物を紹介し、清宮の万寿盛典の礼儀制度と中国古代の豊かな祝寿文化について解説 | 香港特区成立20周年記念 |
| 2017年 11月29日至 2018年 3月5日  | 綿亙萬里──世界遺產絲綢之路     | 康楽及文化事務署、国家文物局共同開催                                                                                 | 中国の四省（陝西、河南、甘粛、新疆）、カザフスタンおよびキルギスからの貴重な文物を通じて、シルクロードの歴史と文化的価値を展示する。展示品は陝西、河南、甘粛、新疆の四省から選ばれた160点以上の文物で、半数以上が一級文物であり、さらに50点以上の文物はカザフスタンとキルギスから提供されている。展示品には、玉器、絹織物、三彩胡人俑、金銀器、青銅器、大型壁画などが含まれる                                | 香港特区成立20周年記念 |
| 2018年 5月9日至 9月3日           | 奢華世代：從亞述到亞歷山大     | 康楽及文化事務署、大英博物館公認受託者共同主催                                                                       | 大英博物館から借りた210点の貴重な文物には、アッシリア、バビロン、ペルシャなどの帝国の贅沢品や戦利品、また中東、北アフリカ、インドからの貿易や朝貢品、さらに平民が代用品で模倣した贅沢品が含まれており、アレキサンダー大王の築いた文明帝国の下での贅沢な生活を展示 | |
| 2018年 9月19日至 10月22日        | 守護同行：香港消防服務150年    | 康楽及文化事務署、香港消防処共同開催                                                                                 | 歴史的な文物、貴重な写真、ビデオプログラム、インタラクティブゲームを通じて、来場者と共に香港の消防および救急サービスの歴史と発展を振り返る。 | 香港消防処成立150周年記念 |
| 2018年 11月8日至 2019年 2月25日  | 金漆輝映：潮州木雕             | 康楽及文化事務署、広東省文化和旅遊庁共同開催                                                                         | 約120点（組）の広東省博物館からのコレクションを通じて、この展覧会は、潮州木雕の実際の使用、創作テーマ、芸術的特徴などを解説し、潮汕地域の風俗や文化精神を体験 | |
| 2019年 7月3日至 8月26日          | 現代化之路：共和國七十年       | 康楽及文化事務署、中国国家博物館共同開催                                                                             | 中国国家博物館から借り出された画報、新聞、食糧切符、勲章、証書、芸術品、模型など約170点（組）の展示品および、貴重な歴史的写真を多く用いながら、新中国成立から70年間の国の進歩と現代化の過程を紹介 | 中華人民共和国成立70周年 |
| 2019年 11月6日至 2020年 2月20日  | 塵封璀璨──阿富汗古文物         | 康楽及文化事務署、アフガニスタン国立博物館共同開催                                                                   | 231点（組）の貴重な展示品を通じて、青銅器時代から1世紀までのアフガニスタンおよびその周辺地域が、古代ギリシャ、古代インド、古代ローマなどの外来文化の影響を受けた様子を紹介 | |
| 2020年 6月17日至 10月5日         | 「工」不可沒──香港工業傳奇     | 香港歴史博物館、香港工業総会共同開催                                                                                 | 約1,200組の香港の工業製品を展示し、香港の100年以上にわたる工業の歴史を振り返るとともに、未来の発展の方向性を探る | 新型コロナウイルスの影響で一時閉館したため、展示期間の終了日は8月24日から10月5日まで延長された                                                      |
| 2024年 11月27日起                | 「香港多面體」展覽系列         | 香港歴史博物館主催                                                                                                   | 「香港多面体展覧系列」では、テーマ展示の形式で香港の地域コミュニティの発展、香港の外国人および海外華人との関係などのテーマを取り上げ、香港のユニークな都市開発の背景とその成功の要因について深く掘り下げる。この展示シリーズは、香港歴史博物館の常設展示更新の第一段階であり、「油尖旺．望油尖 — 都市流光坊眾情」、「香江葡跡 — 香港葡人故事」、「萍寄金山 — 香港与加州華僑生活」の3つの新しい展示が含まれる | |

## 分館
香港歴史博物館には現在5つの分館がある：
- 香港抗戦及海防博物館（中国語版）（筲箕湾）
- 李鄭屋漢墓博物館（中国語版）（深水埗）
- 羅屋民俗館（中国語版）（柴湾）
- 孫中山紀念館（中環）
- 葛量洪号滅火輪展覧館（中国語版）（鰂魚涌）

## 入館料

### 常設展
2016年8月1日より無料開放

### 企画展
- 通常券：20ドル
- 優待券（全日制学生、身障者、60歲以上）：10ドル
- 団体券（20人以上の通常券購入者）：7ドル／人
- 博物館入場証および週票所持者：無料
- 毎週水曜日無料

学校または香港で登録された慈善団体や非営利団体が20人以上の団体で入館する場合、入場料の免除を申請できる